# Urs Bitterli (történész)
Urs Bitterli (Gränichen, 1935. november 28. – Aarau, 2021. április 2.) svájci történész.

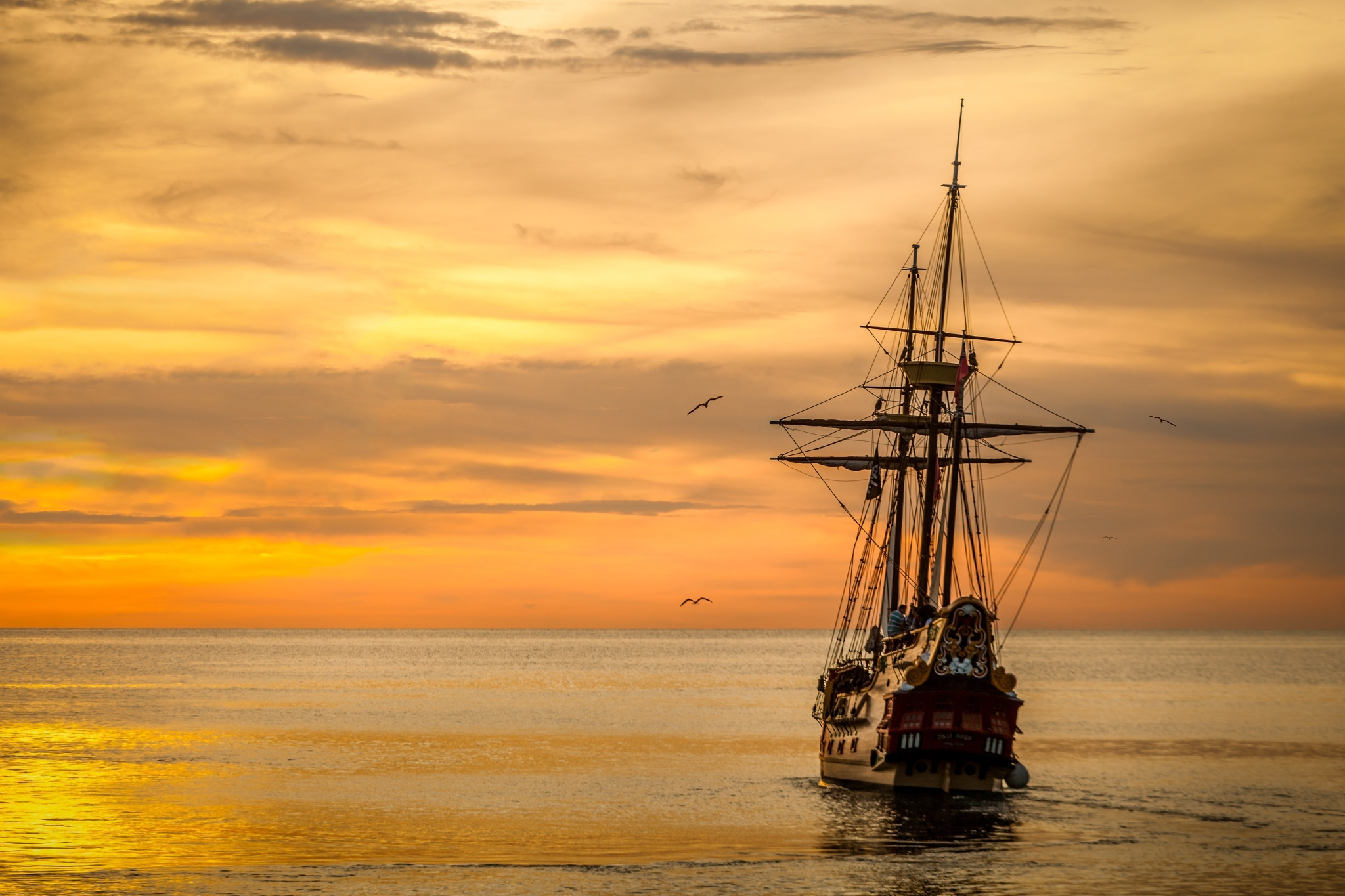

## Élete és munkássága
Urs Bitterli 1955-ben a Wettingen-i kantonális tanárképző iskolában szerezte meg az alapiskolai tanári oklevelét, majd három évig tanított a Leimbach-i nyolcosztályos általános iskolában (AG). Történelmet tanult, valamint német és francia irodalmat az Zürichi Egyetemen és a Sorbonne-on. 1964-ben doktorált Max Silberschmidt mentorálása alatt Zürichben "Thomas Mann politikai írásai a nemzeti szocializmusról" című disszertációjával.
Ezután Bitterli két évig tanított történelmet és németet egy svájci alpesi középiskolában, asszisztensként dolgozott a Zürichi Egyetem Történelmi Szemináriumában, és kutatásai kapcsán volt Londonban (1967/1968) és Párizsban (1969) is. 1970-ben habilitált a Zürichi Egyetemen "A fekete afrikai felfedezése" című művével. Ezután Aarau-i Tanárképző Intézetben tanított történelmet és németet.
Bitterli 1978-tól adjunktusként (korlátozott oktatói kötelezettséggel), majd 1995-től professzorként tanított újkori általános történelmet a Zürichi Egyetemen. 2001-ben ment nyugdíjba. Bitterli főként a földrajzi felfedezések és a gyarmatosítás történelmének területén, valamint jelentős történészekkel kapcsolatos munkákat publikált. 2021 áprilisában, 85 éves korában elhunyt az Aarau-i kantonális kórházban.

## Kulturális elmélete
1986-ban megjelent "Alte Welt – neue Welt" című könyvében Bitterli az európai terjeszkedés és az ipari forradalom korszakának európai és nem európai kultúrák közötti kapcsolatok tipológiáit dolgozta ki. Ezeket a kapcsolatokat három alapvető formára osztotta fel, amelyek időtartamuk és erőszakosságuk szerint különböznek:
(1.) Kultúrák érintkezése:
- ez alatt “utazók kis csoportjának egy zárt, archaikus lakossági csoporttal való korlátozott időtartamú első, vagy hosszú megszakítás után lezajló újabb találkozását” értjük
- különösen a korai felfedezőutakra jellemző felületes kapcsolat (pl.: Kolombusz négy utazása az Antillák térségében, Európa és Kína korai kapcsolatai)

(2.) A kultúrkapcsolat:
- “Kultúrkapcsolatra olyan esetekben került sor, amikor lehetséges volt az anyaországhoz fűződő kapcsolatok megteremtése és kiépítése, másrészt pedig az első érintkezésekből tartós, kölcsönös viszony alakult ki a bennszülött lakossággal, anélkül, hogy az európaiaknak szándékukban állt volna elfoglalni vagy gyarmatosítani a területet”
- hosszabban tartó kapcsolat (pl.: misszionáriusok és az észak-amerikai indiánok kapcsolata, de jellemző volt a Maláj-szigetekre és Kelet-Afrikára is)

(3.) Kultúrák összeütközése:
- “Amikor (a kultúrák érintkezése) különösen agresszív jelleget öltött, és az európaiak elhatározták, hogy katonai-technikai fölényüket többé-kevésbé könyörtelenül kihasználják addig, amíg kiirtják a bennszülötteket vagy visszaszorítják őket megközelíthetetlen területekre, vagy pedig annyira leigázzák őket, hogy önálló kulturális életüket föláldozzák egy olyan függőségi viszonyért cserébe, amely az élet jelentős részét magába foglalja, akkor kultúrák összeütközéséről kell beszélnünk”
- gyengébb partner elpusztulásához vezetett (pl.: Nyugat-Indiai Szigetek és Mexikó spanyol hódításakor)

Az európai dominancia későbbi fázisára, amelyet az akkultúráció és a kevert gyarmati társadalmak jellemeztek a 19. század közepétől, Bitterli egy másik típust javasolt:
(4.) Akkulturáció és a kultúrák összefonódása:
- ”A kultúrák találkozásának fent ismertetett formáival szemben az akkulturációnak és mindenekelőtt a kultúrák összefonódásának előfeltétele, hogy különböző kultúrájú népességcsoportok hosszabb ideig együtt éljenek és tevékenykedjenek ugyanazon földrajzi területen”
- későbbi példa a kultúrák összefonódására Brazília.

## Írásai

#### Monográfiái
- Thomas Manns politische Schriften zum Nationalsozialismus: 1918–1939. Zürich 1964 (egyben doktori disszertációja is a Zürichi Egyetem Bölcsészettudományi és Történelemtudományi Karán, 1964).
- Die Entdeckung des schwarzen Afrikaners. Versuch einer Geistesgeschichte der europäisch-afrikanischen Beziehungen an der Guineaküste im 17. und 18. Jahrhundert (= Beiträge zur Kolonial- und Überseegeschichte. Bd. 5). Atlantis, Zürich / Freiburg in Breisgau 1970 (habilitációs értekezése a Zürichi Egyetemen, 1970).
- Malraux, Conrad, Greene, Weiss. Schriftsteller und Kolonialismus. Benziger, Zürich / Köln 1973, ISBN 3-545-36183-7.
- „Vadak” és „civilizáltak” Az európai-tengerentúli érintkezés szellem- és kultúrtörténete  Gondolat, Budapest, 1982, ISBN 963281178X fordította: Bendl Júlia
- Alte Welt – neue Welt: Formen des europäisch-überseeischen Kulturkontakts vom 15. bis zum 18. Jahrhundert. C. H. Beck, München 1986, ISBN 3-406-31271-3.
- Die Entdeckung Amerikas: Von Kolumbus bis Alexander von Humboldt. C. H. Beck, München 1991, ISBN 3-406-35467-X.
- Golo Mann: Instanz und Außenseiter – eine Biographie. Kindler, Berlin 2004, ISBN 3-463-40460-5.
- Jean Rudolf von Salis: Historiker in bewegter Zeit. Neue Zürcher Zeitung, Zürich 2009, ISBN 978-3-03823-477-7.
- Licht und Schatten über Europa 1900–1945. Eine etwas andere Kulturgeschichte. Neue Zürcher Zeitung Libro, Zürich 2016, ISBN 978-3-03810-151-2.

#### Publicisztikái
- Die Entdeckung und Eroberung der Welt. Dokumente und Berichte. 2 Bände. C. H. Beck, München 1980/1981, ISBN 3-406-07881-8, ISBN 3-40607954-7.
- mit Hugo Loetscher: Portugal. Geschichte am Rande Europas: Portugal und Übersee von 1415 bis 1515. Bundesamt für Kulturpflege, Bern 1983.
- Schweizer entdecken Amerika: Reiseberichte aus zwei Jahrhunderten. Neue Zürcher Zeitung, Zürich 1991, ISBN 3-85823-332-3.
- mit Irene Riesen: Herbert Lüthy. Gesammelte Werke. 7 Bände. Neue Zürcher Zeitung, Zürich 2002–2005.
- mit Irene Riesen: Jean Rudolf von Salis. Ausgewählte Briefe 1930–1993. Neue Zürcher Zeitung, Zürich 2011, ISBN 978-3-03823-669-6.

## További művei
- Urs Faes, Béatrice Ziegler (szerk.): "A Saját és a Másik: Festschrift Urs Bitterlinek", Neue Zürcher Zeitung, Zürich 2000, ISBN 3-85823-850-3.
- Werner Vogt (szerk.): "Fedezd fel, Emlékezz, Mesélj: Történelem és Történetek Urs Bitterlinek", Neue Zürcher Zeitung, Zürich 2015, ISBN 3-03810-130 3.
- Urs Bitterli bejegyzése a Svájci Szerzők Egyesületének lexikonjában

## Fordítás
Ez a szócikk részben vagy egészben  az   Urs Bitterli című német Wikipédia-szócikk fordításán alapul.  Az eredeti cikk szerkesztőit annak laptörténete sorolja fel. Ez a jelzés csupán a megfogalmazás eredetét és a szerzői jogokat jelzi, nem szolgál a cikkben szereplő információk forrásmegjelöléseként.